# بيبي تايلور
بيبي تايلور (بالإنجليزية: Baby Taylor)‏ هو لاعب كرة قدم أمريكية أمريكي، ولد في 6 مارس 1892 في برمنغهام في الولايات المتحدة، وتوفي بنفس المكان في 24 مارس 1926.